# Pergrata nobis
Pergrata nobis ist eine Enzyklika von Papst Leo XIII., die am 14. September 1886 unter dem Titel „Über die Kirche in Portugal“ an die Bischöfe Portugals gerichtet wurde.

## Revolution und Liberalisierung
Die politischen Umwälzungen, mehrere Revolutionen und der Beginn der Liberalisierung in Portugal (siehe Hauptartikel: Geschichte Portugals) veranlassten Papst Leo XIII., mit dieser Enzyklika auf ein Schreiben des portugiesischen Klerus zu antworten.
Zunächst geht er auf die gesellschaftspolitischen Veränderung in Portugal ein und lobt die Portugiesen als ein treues katholisches Volk. Er beschreibt Portugal als ein wichtiges Land an der Schwelle zu Afrika und erwähnt die Erfolge der Welterforscher.
Die Geschichte Portugals beschreibt er als bemerkenswert und tapfer und bringt den Dank Roms zum Ausdruck. Er bedauert die politischen Veränderungen und beklagt die sich verschlechternden Bedingungen, unter denen der Klerus zu leiden habe.

## Portugal und die Religion
Er erklärt weiterhin, dass Portugal untrennbar mit seiner Religion verbunden bleiben müsse und fordert die portugiesische Regierung auf, der Kirche den staatlichen Schutz zu gewähren, der ihr aus dem Naturrecht zustehe. Es folgt dann eine Beschreibung vom Verhältnis zwischen Religion und Politik, in dem Besonnenheit und Mäßigung eine Einheit herstellen müsse.
Dem beginnenden Priestermangel in Portugal müsse seitens der Bischöfe durch große Anstrengung entgegengetreten werden. Deshalb müsse die Priesterausbildung in den Diözesen verstärkt werden und die Priester müssten mit einem besonderen Beispiel das Evangelium vorleben und von großer Wichtigkeit sei es, in den Bemühungen der Mission nicht nachzulassen.
Abschließend äußert er sich auch noch zu veröffentlichten Schriften und beklagt die Literatur, deren Messwert nachlasse und in denen „falsche Meinungen“ veröffentlicht würden.